# 桑格 (加利福尼亚州)
桑格（英語：Sanger），是美国加利福尼亚州弗雷斯诺县下属的一座城市。建市于1911年5月9日，面积大约为5.52平方英里（14.3平方公里）。根据2010年美国人口普查，该市有人口24,270人。